# Brandon Thatch
Brandon Michael Thatch, född 11 juli 1985 i Denver i Colorado, är en amerikansk MMA-utövare som tävlar i organisationen Ultimate Fighting Championship.